# 宮城琢磨
宮城 琢磨（みやぎ たくま、1977年3月15日 - ）は、日本のローカルタレント・ラジオパーソナリティーである。フリーランス。2002年、別府大学卒業。沖縄県宜野湾市出身で、沖縄県内で活動する。TAKUMAの芸名を使用する場合もある。

## 来歴・人物
2003年からラジオパーソナリティーとしての活動を始める。2009年4月より「笑っていれば 病も吹き飛ぶ 心も元気」をコンセプトに、FMニライにて自身がパーソナリティーを務める番組「ガハハ一発」がスタート。

## 「ガハハ一発」
2009年4月より沖縄県北谷町のコミュニティFM局であるFMニライにて毎週水曜20:00～21:00に60分の生放送番組「ガハハ一発」が放送開始。番組の開始当初土曜日の生放送していた。2010年4月、放送時間が20:00～21:30の90分に拡大。20:00～21:00を「First Stage」、21:00～21:30を「Last Stage」と称している。
毎週土曜19:00～20:00に再放送も行っているが、First Stageのみとなっているため、生放送では21:00前に「再放送をお聞きになっている皆さんはここでお別れです」と発されることが多かった。2011年10月12日放送分よりLast Stageも再放送を行っている。
毎週1つのテーマに添ってメールを募集するスタイルで、放送日にはブログやTwitterで今週テーマの告知を行っている。現在は県外はもとより、ロシアやサウジアラビア等海外にもリスナーを持ち、年に数回リスナー同士のオフ会も開かれている。番組中にTwitter上の番組に関するツイートを読み上げることもあり、宮城は「Twitterネーム」としてアルファベットのアカウント名を読み上げている。
来週のテーマの発表には新世紀エヴァンゲリオンのサウンドトラック「次回予告」がBGMとして用いられている。
6月29日の放送より、放送終了後の21:30以降にTwitCastingを利用した「裏Stage」が宮城独自のTwitterアカウントで不定期放送されている。
2011年7月より最終週の放送はテーマがフリーになった。

## 出演

### 現在の出演番組
ラジオ
- 「ガハハ一発」（FMニライ　水曜20:00〜21:30）